# 23e cérémonie des Nika
La 23e cérémonie des Nika, organisée par l'Académie russe des sciences et des arts cinématographiques, s'est déroulée le 31 mars 2010 et a récompensé les films russes sortis en 2009.

## Palmarès

### Nika du meilleur film
- Une pièce et demie (Полторы комнаты, или Сентиментальное путешествие на родину, Poltory komnaty) d'Andreï Khrjanovski

### Nika du meilleur film de la CEI et des États baltes
- Melody for a Street Organ (russe : Мелодия для шарманки, Melodiâ dlâ šarmanki) de Kira Mouratova (Ukraine)

### Nika du meilleur réalisateur
- Andreï Khrjanovski pour Une pièce et demie (Полторы комнаты, или Сентиментальное путешествие на родину, Poltory komnaty)